# Mark Turnbull
Mark Turnbull (Brighton East, 11 de outubro de 1973) é um velejador australiano. campeão olímpico da classe 470.

## Carreira
Mark Turnbull representou seu país nos Jogos Olímpicos de 2000, na qual conquistou a medalha de ouro classe 470. 